# Willi Holdorf

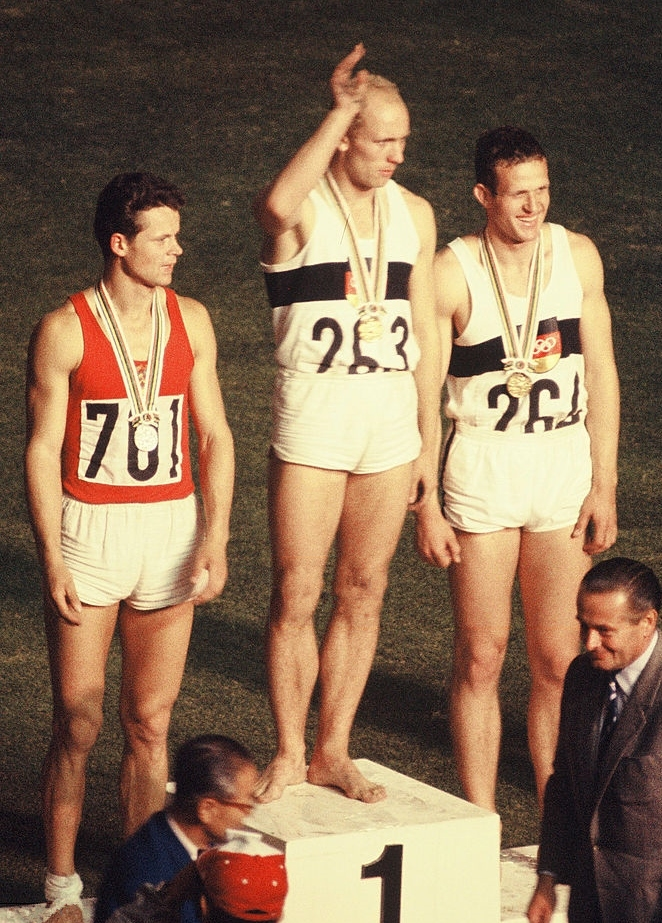
Von links: Rein Aun, Willi Holdorf, Hans-Joachim Walde 1964 (Olympische Spiele Tokio)

Willi Holdorf (* 17. Februar 1940 in Blomesche Wildnis, Kreis Steinburg; † 5. Juli 2020 in Achterwehr, Schleswig-Holstein) war ein deutscher Leichtathlet, Bobsportler und Trainer. Er wurde 1964 Olympiasieger im Zehnkampf.

## Werdegang
Holdorf spielte in seiner Jugend zunächst Fußball und Handball. Er fand erst per Zufall zur Leichtathletik, als er als 18-Jähriger die Landesmeisterschaften im Sprint gewann. Später betätigte er sich noch als Stabhochspringer und Diskuswerfer. Durch die für ihn erreichbaren Ergebnislisten des Zehnkampfs wurde er angeregt, dies ebenfalls zu versuchen. Hier war er mit 19 und 20 Jahren Deutscher Juniorenmeister und verpasste die Olympischen Spiele in Rom 1960 nur knapp. Zwischenzeitlich begann er ein Studium an der Sporthochschule Köln.
Nachdem Willi Holdorf unter anderem 1961 und 1963 im Zehnkampf sowie 1962 über 200 Meter Hürden den Deutschen Meistertitel geholt hatte, gelang ihm 1964 bei den Olympischen Spielen in Tokio sein größter Erfolg. Er errang in einem spannenden Finale gegen Rein Aun aus der Sowjetunion als erster Deutscher den Olympiasieg im Zehnkampf. Beim abschließenden 1500-Meter-Lauf durfte er maximal 18 Sekunden auf seinen Rivalen verlieren. Als er schließlich 12 Sekunden nach Aun die Ziellinie überquerte, brach er entkräftet zusammen und konnte sich erst einige Zeit später über den Gewinn der Goldmedaille freuen. Die folgende Übersicht verdeutlicht die Ausgeglichenheit der beiden Athleten. Es war bis dato die engste Entscheidung in einem olympischen Zehnkampf. Der viertplatzierte US-Amerikaner Paul Herman errang lediglich 100 Punkte weniger als Holdorf.
| Disziplin | 100 m  | Weit   | Kugel   | Hoch   | 400 m  | Hürden | Diskus  | Stab   | Speer   | 1500 m     | Punkte |
| Holdorf   | 10,7 s | 7,00 m | 14,95 m | 1,84 m | 48,2 s | 15,2 s | 46,05 m | 4,20 m | 57,37 m | 4:34,3 min | 7887   |
| Aun       | 10,9 s | 7,22 m | 13,82 m | 1,93 m | 48,8 s | 15,9 s | 44,19 m | 4,20 m | 59,06 m | 4:22,3 min | 7842   |

Holdorfs größter Erfolg, der ihm auch noch 1964 den Titel Sportler des Jahres in Deutschland einbrachte, war gleichzeitig sein letzter Zehnkampf auf internationaler Ebene. Einen weiteren machte er 1969 in Leverkusen mit 7170 Punkten. Willi Holdorf hatte bei einer Größe von 1,82 m als Zehnkämpfer ein Wettkampfgewicht von 90 kg.
Seine Vielseitigkeit bewies Holdorf auch als Trainer: Für Bayer 04 Leverkusen brachte er die Stabhochspringer Claus Schiprowski und Reinhard Kuretzky sowie den Hürdenläufer Günther Nickel in die Weltspitze. Als Trainer des Fußball-Bundesligisten SC Fortuna Köln konnte er 1974 allerdings den Abstieg der Mannschaft nicht abwenden. Erfolgreich war er im Bobsport: Hier wurde er in den 70er Jahren zusammen mit Horst Floth einmal Vizeeuropameister (1973 in Cervinia) und Weltmeisterschaftsvierter im Zweierbob.
Später war Holdorf neben seinen ehrenamtlichen Tätigkeiten in vielen Bereichen des Sports unter anderem seit 1970 für einen großen Sportartikelhersteller tätig und Mitgesellschafter der THW Kiel Handball-Bundesliga GmbH & Co. KG, die das Fundament für den Handball-Bundesligisten THW Kiel bildet.
2011 wurde Willi Holdorf in die Hall of Fame des deutschen Sports aufgenommen.
In erster Ehe war Holdorf mit der Handball-Nationalspielerin Doris von Jutrzenka (1941–2008) verheiratet, der gemeinsame Sohn Dirk Holdorf wurde Fußballprofi. Ab Dezember 2002 war Holdorf mit Sabine Holdorf-Schust (* 1954) verheiratet. Sie war von April 2009 bis Januar 2013 Geschäftsführerin der THW Kiel Handball-Bundesliga Verwaltungs GmbH.

## Bestleistungen in den Einzeldisziplinen

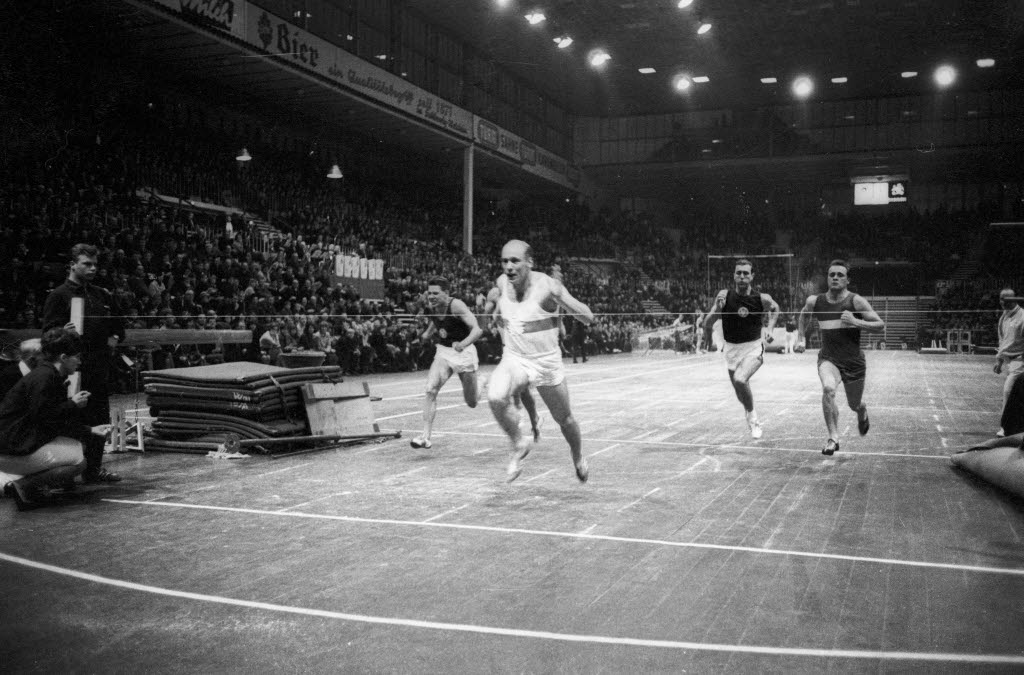
Willi Holdorf (2. v. l.) gewinnt vor Hirscht (1. v. r.) aus Eutin beim Kieler Sportpressefest 1965.

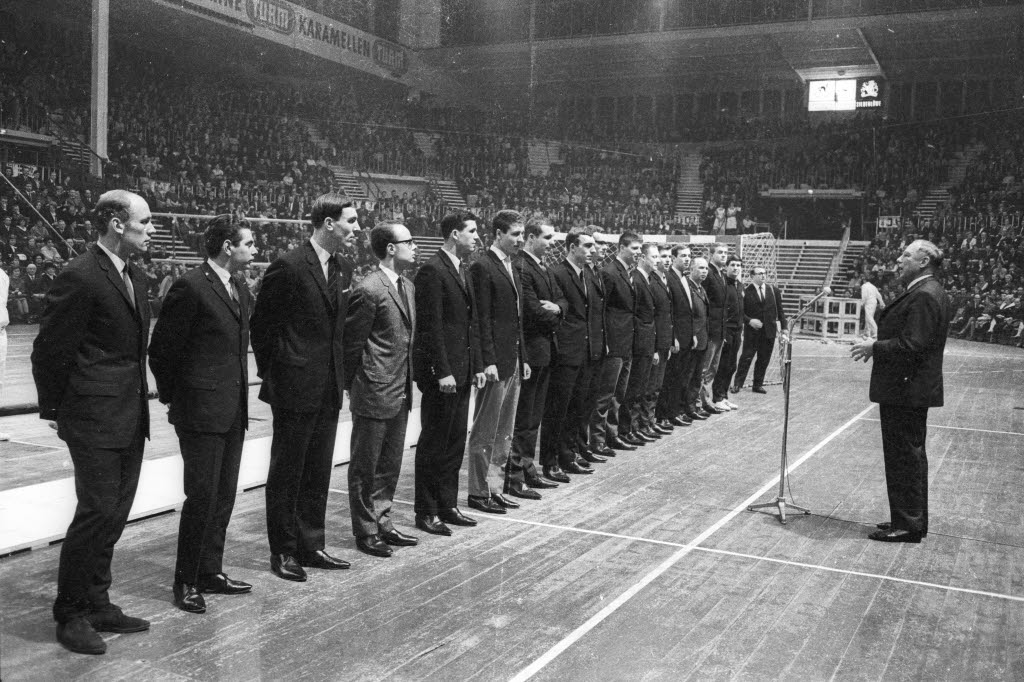
Schleswig-Holsteins Ministerpräsident Helmut Lemke (rechts) ehrt die Teilnehmer an der Sommer-Olympiade in Tokio 1964. Im Bild v. l. n. r.: Willi Holdorf, Kurt Jarasinski, Hans-Helmut Trense, Rudi Bortz, die Ruderer des Ratzeburger Achters, Bruno Splieth, Uwe Beyer, Lutz Philipp

| Disziplin      | Leistung   |
| -------------- | ---------- |
| 100 m          | 10,4 s     |
| Weitsprung     | 7,37 m     |
| Kugelstoßen    | 15,07 m    |
| Hochsprung     | 1,84 m     |
| 400 m          | 47,8 s     |
| 110 m Hürden   | 14,5 s     |
| Diskuswurf     | 46,05 m    |
| Stabhochsprung | 4,30 m     |
| Speerwurf      | 57,37 m    |
| 1500 m         | 4:29,7 min |